# Municipio de Miller (condado de Cleveland)
El municipio de Miller (en inglés: Miller Township) es un municipio ubicado en el condado de Cleveland en el estado estadounidense de Arkansas. En el año 2010 tenía una población de 663 habitantes y una densidad poblacional de 10,12 personas por km².

## Geografía
El municipio de Miller se encuentra ubicado en las coordenadas 33°56′59″N 92°3′48″O / 33.94972, -92.06333. Según la Oficina del Censo de los Estados Unidos, el municipio tiene una superficie total de 65.53 km², de la cual 65,53 km² corresponden a tierra firme y (0 %) 0 km² es agua.

## Demografía
Según el censo de 2010, había 663 personas residiendo en el municipio de Miller. La densidad de población era de 10,12 hab./km². De los 663 habitantes, el municipio de Miller estaba compuesto por el 97,74 % blancos, el 0,15 % eran asiáticos, el 1,81 % eran de otras razas y el 0,3 % eran de una mezcla de razas. Del total de la población el 2,71 % eran hispanos o latinos de cualquier raza.